# UPS-staking van 1997
De UPS-staking van 1997 was een werkstaking in de Verenigde Staten van meer dan 185.000 leden van de International Brotherhood of Teamsters (IBT) bij United Parcel Service (UPS). De werknemers legden het bedrijf 16 dagen plat en wonnen uiteindelijk een nieuw arbeidscontract met hogere lonen, behoud van de verworven rechten en grotere werkzekerheid. De UPS-staking was een van de grootste stakingen in de Amerikaanse geschiedenis.